# Leucoloma madagascariense
Leucoloma madagascariense är en bladmossart som beskrevs av La Farge-England 2002 [2003. Leucoloma madagascariense ingår i släktet Leucoloma och familjen Dicranaceae. Inga underarter finns listade i Catalogue of Life.